# Хосе Франсіско Монтес
Хосе Франсіско Монтес — тимчасовий президент Гондурасу з 11 січня до 4 лютого 1862 та з 11 грудня 1862 до 7 вересня 1863 року.